# Natalia Dobrinska
Natalia Dobrinska (în ucraineană Наталя Добринська; n. 29 mai 1982, Iakușînți, Raionul Vinnîțea, RSS Ucraineană, URSS) este o fostă atletă ucraineană, specializată în heptatlon. A fost laureată cu aur la Jocurile Olimpice de vară din 2008.

## Carieră
A concurat la Campionatul Mondial de Juniori din 1999 la aruncarea greutății. Apoi s-a specializat în probele combinate și la	Campionatul European de Tineret din 2003 ea a ocupat locul 5.
Prima medalie a obținut la Campionatul Mondial în sală din 2004 de la Budapesta unde a devenit vicecampioană mondială în urma lui Naide Gomes. În același an ucraineanca a participat la Jocurile Olimpice de la Atena. În 2005 a câștigat medalia de bronz la Campionatul European sală de la Madrid. În anii următori a participat la toate campionatele mari dar a ratat medaliile.
La Jocurile Olimpice din 2008 Natalia Dobrinska a câștigat medalia de aur, stabilind un nou record personal cu 6733 puncte. În anul 2010 au mai urmat două medalii de argint, la Campionatul Mondial în sală de la Doha și la Campionatul European de la Barcelona unde și-a îmbunătățit recordul personal, 6778 puncte, în urma Jessicăi Ennis.
La Campionatul Mondial în sală din 2012 a câștigat medalia de aur în fața britanicei Jessica Ennis. Cu 5013 puncte Natalia Dobrinska a stabilit la Istanbul un nou record mondial în sală, fiind prima femeie care a depășit pragul de 5000 de puncte. În același an sportiva a participat la Jocurile Olimpice de la Londra dar nu a terminat competiția. În 2013 s-a retras din sport.

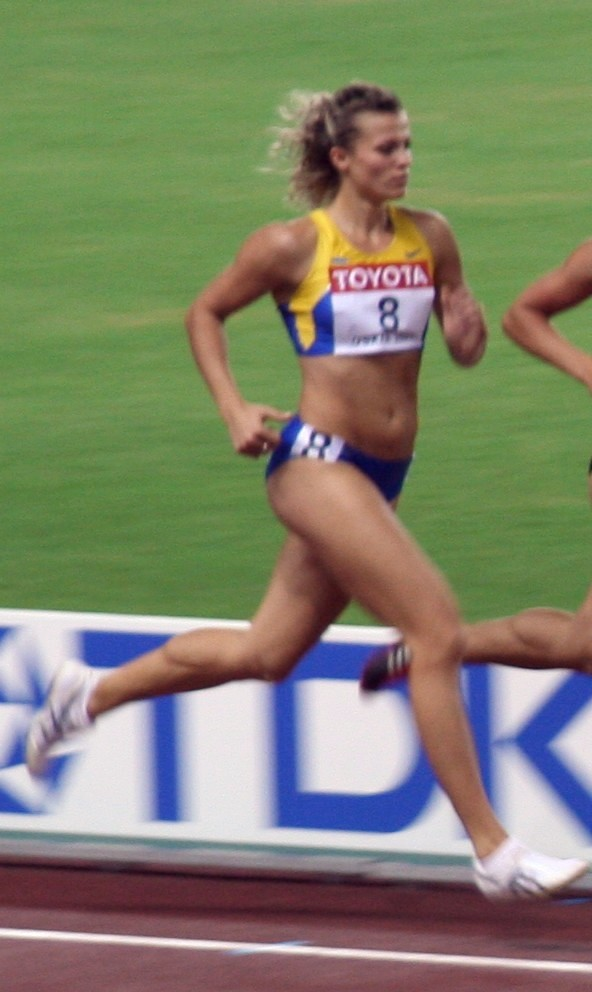
La Campionatul Mondial din 2007
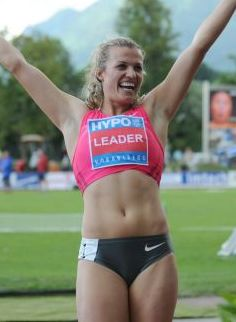
În 2009
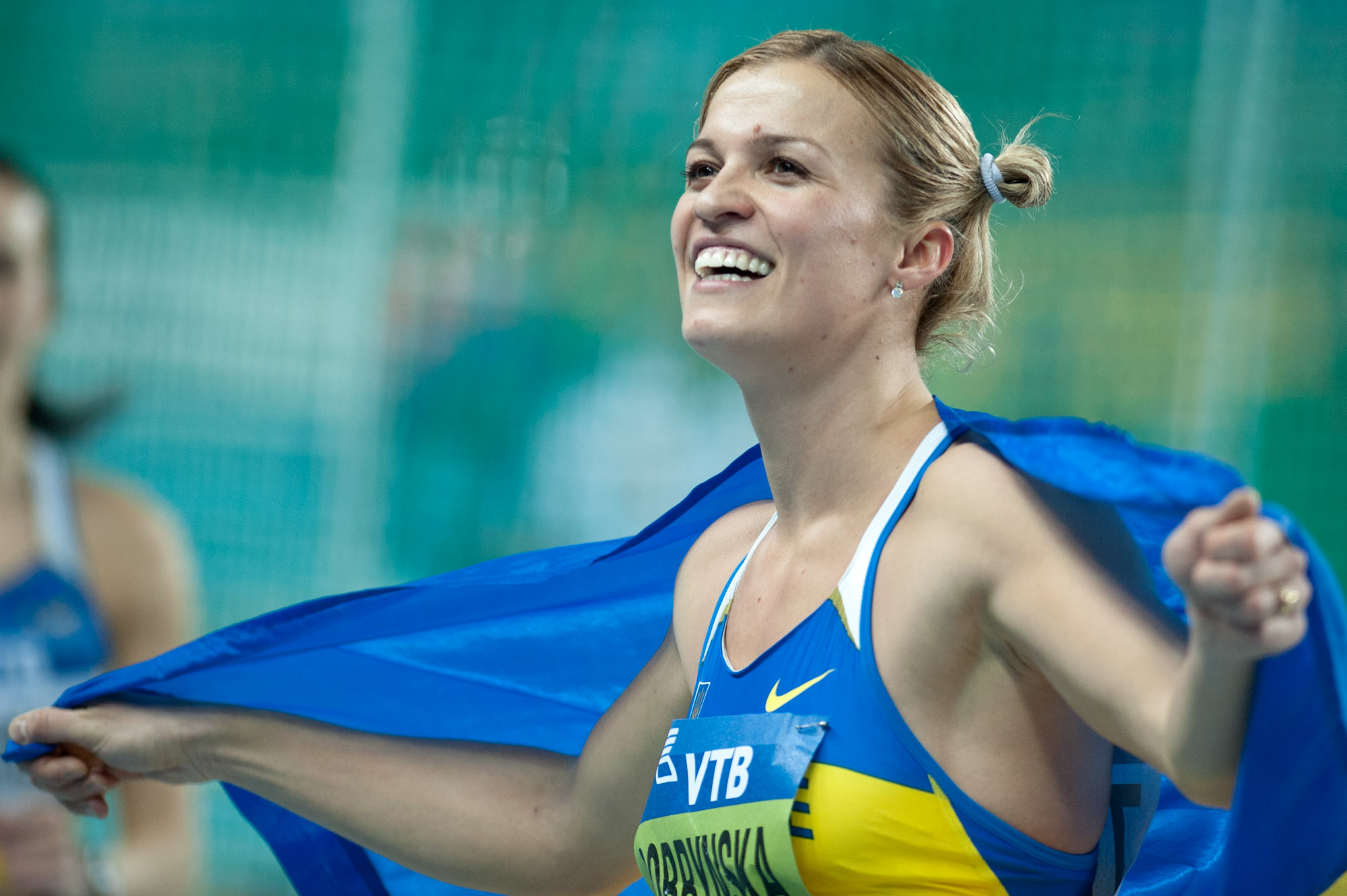
La Campionatul Mondial în sală din 2012

## Realizări
| An   | Competiție                               | Locație                    | Loc | Eveniment           | Note    |
| ---- | ---------------------------------------- | -------------------------- | --- | ------------------- | ------- |
| 1999 | Campionatul Mondial de Juniori (sub 18)  | Bydgoszcz, Polonia         | 17  | aruncarea greutății | 12,41   |
| 2001 | Campionatul European de Juniori (sub 20) | Grosseto, Italia           | 10  | heptatlon           | 5329    |
| 2003 | Campionatul European de Tineret          | Bydgoszcz, Polonia         | 5   | heptatlon           | 5798    |
| 2003 | Universiada                              | Daegu, Coreea de Sud       | 12  | heptatlon           | 5553    |
| 2004 | Campionatul Mondial în sală              | Budapesta, Ungaria         | 2   | pentatlon           | 4727    |
| 2004 | Jocurile Olimpice                        | Atena, Grecia              | 8   | heptatlon           | 6225    |
| 2005 | Campionatul European sală                | Madrid, Spania             | 3   | pentatlon           | 4667    |
| 2006 | Campionatul European                     | Göteborg, Suedia           | 8   | heptatlon           | 6356    |
| 2007 | Campionatul European în sală             | Birmingham, Marea Britanie | 5   | pentatlon           | 4739    |
| 2007 | Campionatul Mondial                      | Osaka, Japonia             | 8   | heptatlon           | 6327    |
| 2008 | Campionatul Mondial în sală              | Valencia, Spania           | 4   | pentatlon           | 4742    |
| 2008 | Jocurile Olimpice                        | Beijing, China             | 1   | heptatlon           | 6733    |
| 2009 | Campionatul Mondial                      | Berlin, Germania           | 4   | heptatlon           | 6444    |
| 2010 | Campionatul Mondial în sală              | Doha, Qatar                | 2   | pentatlon           | 4851    |
| 2010 | Campionatul European                     | Barcelona, Spania          | 2   | heptatlon           | 6778    |
| 2011 | Campionatul Mondial                      | Daegu, Coreea de Sud       | 5   | heptatlon           | 6539    |
| 2012 | Campionatul Mondial în sală              | Istanbul, Turcia           | 1   | pentatlon           | 5013 RM |
| 2012 | Jocurile Olimpice                        | Londra, Marea Britanie     | –   | heptatlon           | NT      |

## Recorduri personale
| Probă             | Performanță | Dată          | Locație   |
| ----------------- | ----------- | ------------- | --------- |
| heptatlon         | 6778        | 31 iulie 2010 | Barcelona |
| pentatlon în sală | 5013 RM     | 9 martie 2012 | Istanbul  |